# Klot (textil)
Klot är ett slags grovt tyg, som används inom bokbinderi, där det kan användas till pärmryggar och hörn, eller helklädda pärmar (klotband) som ersättning för det skinn som används i finare band.
Benämningen buckram inom bokbinderi är en alternativ benämning för klot.
Tyget, vävt i tuskaft, är på ena sidan tryckt enfärgat, vanligast grönt eller rött. Kloten är kraftigt appreterad, ursprungligen med lim, numera i stället ofta plastöverdragen.

## Etymologi
Ordet torde vara en förvanskning av engelskans cloth, som betyder tygstycke. Influensen från just engelskan kan eventuellt förklaras av att England är känt för skickligt bokbinderi.
Klot kan jämföras med klut, som i äldre svenska betecknade utslitna tygbitar och trasor. Klut användes även för att beteckna mindre tygbitar i allmänhet som användes som prydnad på plagg.  I sjöfartkretsar avser ordet klut segel. I bl a sydsvensk dialekt innebär klut en huvudduk eller schalett som används till kvinnlig folkdräkt.